# Praznik (priimek)
Praznik  je priimek več znanih Slovencev:
- Adrijan Praznik (*1988), slikar, ilustrator, kurator in producent
- Aleš Praznik, rokometaš
- Ana Praznik (*1982), pevka
- Ana Praznik (šahistka)
- Anton Praznik (*1949), šahist in šahovski sodnik
- Igor Praznik, zdravnik
- Katja Praznik (*1978), doktorica sociologije (kulturologinja), gledališka in plesna teoretičarka
- Miha Praznik, arhitekt, urbanist
- Mitja Praznik, športni delavec
- Nejc Praznik, arborist
- Niko Praznik (*1979), šahist
- Rok Praznik (*1980), rokometaš
- Stanko Praznik (*1946), duhovnik, mariborski kanonik
- Vida Praznik, slikarka samoukinja
- Zdravko Praznik (1924-2020), ekonomist
- Zvonka Praznik (*1949), jezikoslovka leksikologinja